# Oscar Muller
Oscar Ramon Muller (Rosario, 28 luglio 1957 – Saint-Pierre, 19 agosto 2005) è stato un calciatore argentino naturalizzato francese, di ruolo centrocampista.

## Biografia
Era figlio del calciatore Ramon Muller. Ritiratosi dal calcio giocato, si  trasferì a La Riunione, dove intraprese l'attività di commerciante. Morì a causa di un trauma cranico riportato in un incidente stradale.

## Carriera
Ha disputato dieci stagioni nella massima divisione francese, totalizzando 213 presenze e 29 reti.

## Palmarès
- Campionato francese: 3

Nantes: 1976-1977, 1979-1980, 1982-1983
- Coppa di Francia: 1

Nantes: 1978-1979